# Dermiscellum
Dermiscellum — рід грибів родини Caliciaceae. Назва вперше опублікована 1979 року.

## Класифікація
До роду Dermiscellum відносять 3 види:
- Dermiscellum catawbense
- Dermiscellum oulocheila
- Dermiscellum oulocheilum